# Nordiska motståndsrörelsen

Nordiska motståndsrörelsens flagga.

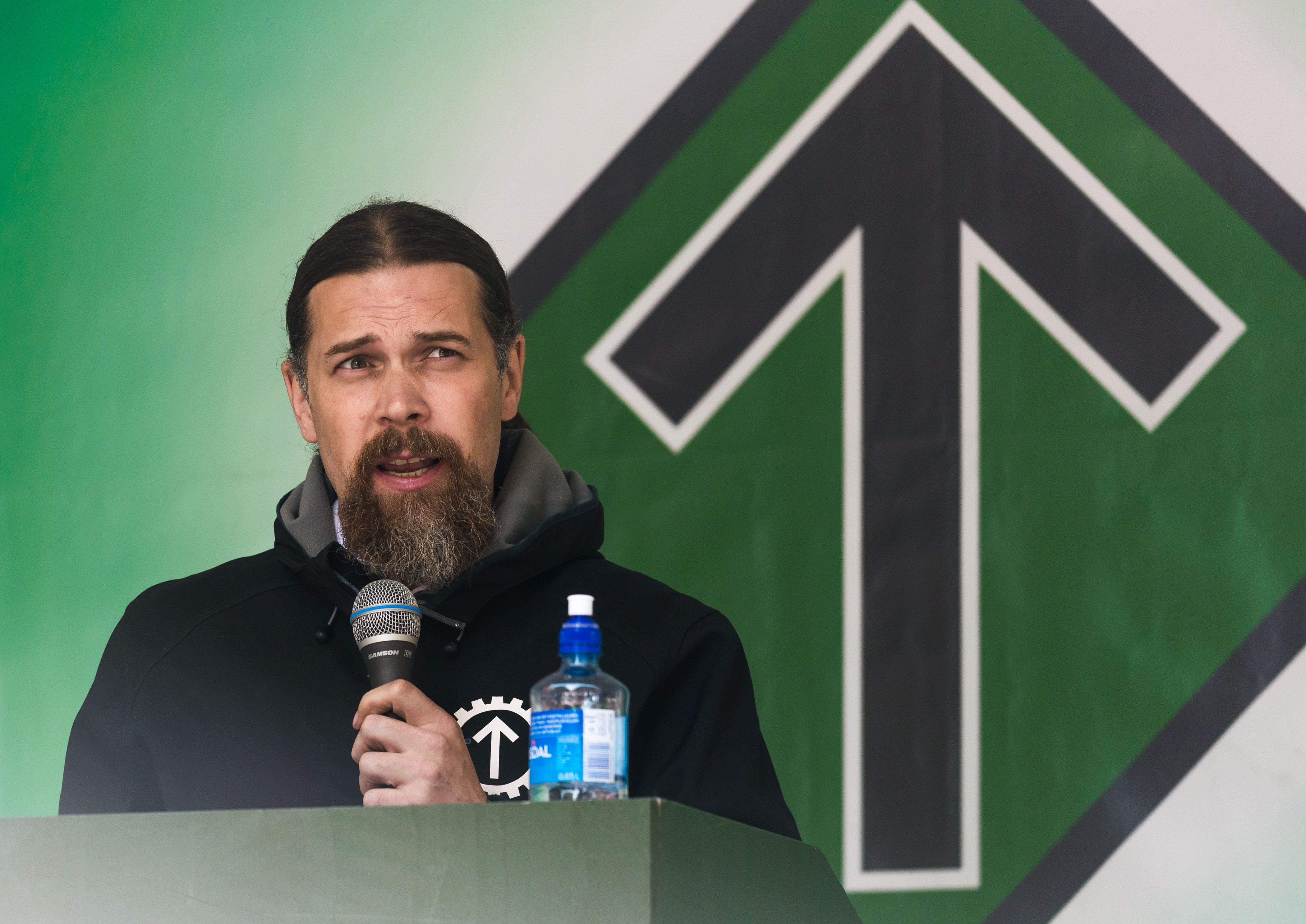
Fredrik Vejdeland, ledaren för NMR, i talarstolen under en NMR-demonstration på Kungsholmstorg i Stockholm den 25 augusti 2018.

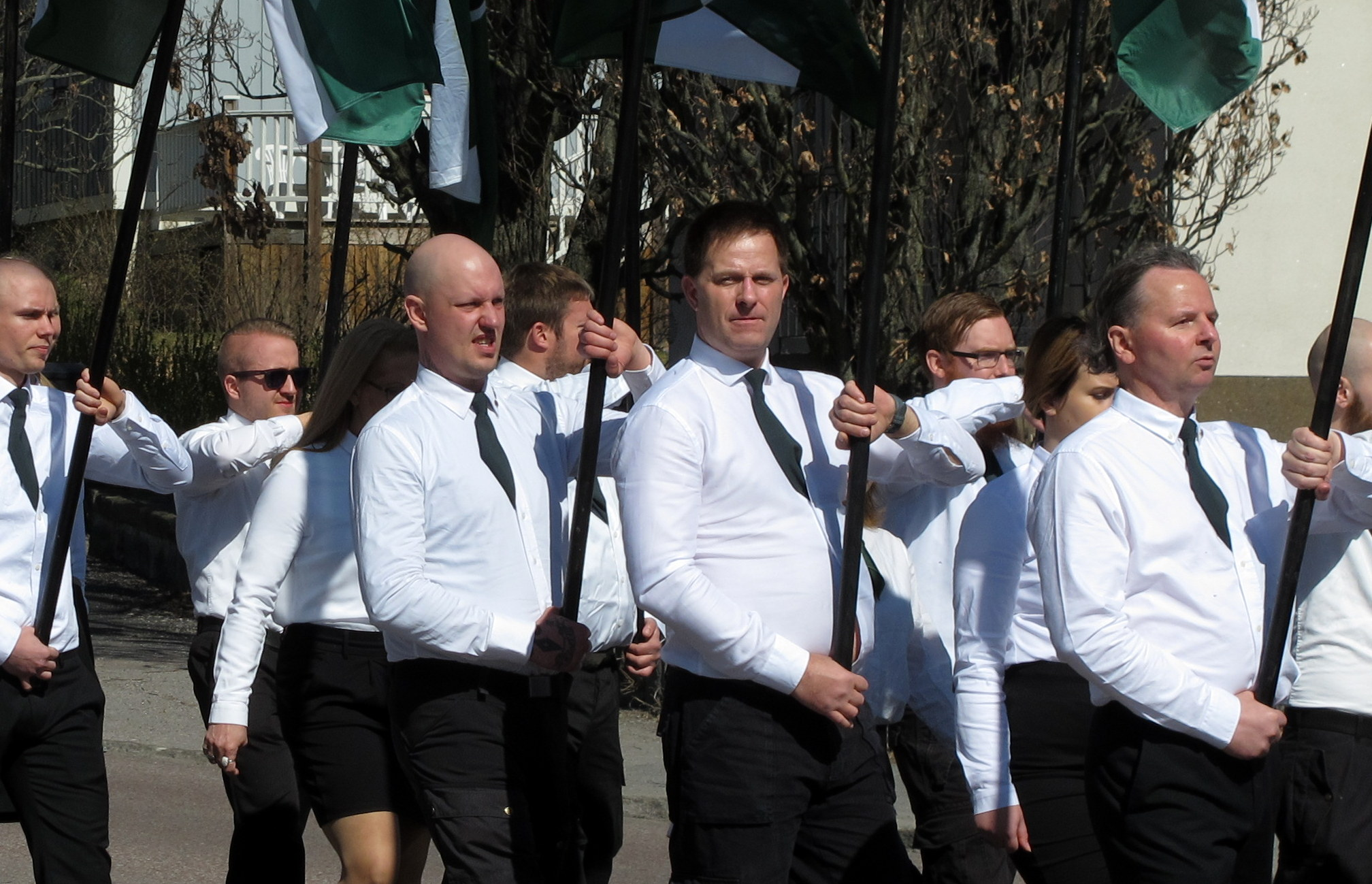
Nordiska motståndsrörelsen demonstrerar i Falun 2017.

Nordiska motståndsrörelsen, förkortat NMR, är en nordisk våldsbejakande nynazistisk organisation. I Sverige är det också ett politiskt parti, i form av en parlamentarisk gren inom organisationen.
Organisationen vill genom revolution skapa en totalitär nazistisk republik bestående av de nordiska länderna och eventuellt även de baltiska. Organisationen har flera gånger kopplats till politiskt motiverade grova våldsbrott inklusive mord, bombningar, grov misshandel, tillverkning av egna vapen samt våld och dödshot mot judar, icke-vita, homosexuella, ideologiska motståndare samt våld mot organisationens före detta medlemmar.
Från och med juni 2016 finns det fyra grenar av Nordiska motståndsrörelsen: en svensk, en finsk, en norsk och en dansk. Dessa grenar var dessförinnan landsomfattande avdelningar såsom Svenska motståndsrörelsen (SMR). Den finska grenen förbjöds dock i november 2017. Förbudet vann laga kraft genom Högsta domstolens beslut i september 2020.
Organisationen är strikt hierarkisk, sluten och disciplinerad med en militär framtoning. Från 2015 fram till februari 2024 var organisationens ledare Simon Lindberg, som av det oberoende forskningsinstitutet Counter Extremism Project har bedömts vara en av världens farligaste män och utgöra ett av de största hoten mot internationell säkerhet. Lindberg efterträddes i februari 2024 av Fredrik Vejdeland. Fredrik Vejdeland hade fram till februari 2024 rollen som politisk strateg och chefredaktör för organisationens nättidning Nordfront. Samtliga personer i ledningen är dömda för brott, däribland dråp, misshandel, våldsamt upplopp, brott mot knivlagen, hets mot folkgrupp, uppvigling, vapenbrott och brott mot lagen om brandfarliga och explosiva varor.
En majoritet av organisationens aktivister visade sig vid en granskning genomförd av Expo 2016 vara dömda för brott. Säkerhetspolisen har angett organisationen som den nazistgrupp som utgör det största hotet mot Sveriges inre säkerhet, och den bedöms vara en central aktör i vit makt-miljön. Organisationen har beskrivits som en terroristorganisation, och enligt forskaren Christer Mattsson är det en våldsam sekt som har flera likheter med jihadistiska terrorsekter. Enligt före detta medlemmar intervjuade av Svenska Dagbladet år 2017 blir de som försöker lämna organisationen hotade och förföljda av organisationen.

## Historik
I mitten av 1990-talet hade ett antal tidigare medlemmar i Vitt Ariskt Motstånd (VAM) avtjänat sina fängelsestraff, varefter de lade grunden till Svenska motståndsrörelsen. I december 1997 bildades så Svenska Motståndsrörelsen, av medarbetare på nazistiska tidningen Folktribunen och personer ur Nationell Ungdom och avsomnade VAM.
År 2003 förenades SMR med Norska motståndsrörelsen, varvid organisationen blev aningen mer militant i sin retorik. År 2006 lades ungdomsorganisationen Nationell Ungdom ned. Norska motståndsrörelsen avsomnade efter några år, men återuppstod någon gång runt 2010. Finska motståndsrörelsen bildades troligtvis någon gång runt 2006–2007 och 2013 grundades Danska motståndsrörelsen.
År 2007 kom SMR i konflikt med andra delar av den nynazistiska rörelsen efter att flera medlemmar i Svenska Motståndsrörelsen pistolhotat en medlem i den nationalistiska gruppen Helsingborgskampanjen. Konflikten späddes på ytterligare efter nationaldagen 2008 då ett stort antal medlemmar i SMR under den så kallade Folkets Marsch ropade slagord som ”Hell seger” (svenska för Sieg Heil), ”Adolf Hitler” och ”Döda, döda, döda”, och följaktligen anhölls misstänkta för hets mot folkgrupp varav de flesta friades från anklagelserna.
Hösten 2015 uppmärksammades att SMR stöddes ekonomiskt av Ryska imperiska rörelsen (RID), en högerextrem och paramilitär rysk organisation som det finns konkreta uppgifter om att den ryska regimen indirekt stöttar och som även skickar frivilliga soldater till den proryska sidan i kriget i östra Ukraina.
Fram till 2016 hade Nordiska motståndsrörelsen fyra separata avdelningar, Svenska motståndsrörelsen (SMR), Finska motståndsrörelsen (Suomen Vastarintaliike), Norska motståndsrörelsen (Den norske motstandsbevegelsen) och Danska motståndsrörelsen (Den Danske Modstandsbevægelse). I juni 2016 gick de ut med ett pressmeddelande att dessa avdelningar framöver är grenar i samma organisation och att de gamla namnen och förkortningarna inte skall användas längre.
I november 2017 förbjöds rörelsen i Finland. Beslutet överklagades och fick därmed inte laga kraft. I februari 2018 avslog Hovrätten i Åbo en begäran om tillfälligt förbud för rörelsen medan överklagandet behandlas. Högsta domstolen förbjöd dock verksamheten medan ärendet behandlades där, efter att också hovrätten dömt för ett förbud. Den 22 september 2020 förbjöds organisationen genom högsta domstolens domslut. Högsta domstolen konstaterade att lagstridiga aktiviteter utgör en betydande del av organisationens verksamhet, och att den kränker eller avser kränka grundläggande fri- och rättigheter samt de mänskliga rättigheterna, i strid med grundlagen och internationella konventioner. NMR hade hänvisat till förenings- och yttrandefriheten, men högsta domstolen ansåg att organisationen missbrukade dessa, då dess målsättning varit att upphäva demokratiska strukturer och inskränka andras grundläggande fri- och rättigheter.
I augusti 2019 bröt sig flera av de mest framträdande medlemmarna ut från Nordiska motståndsrörelsen och bildade då den underjordiska paramilitära nynazistiska gruppen Nordisk styrka med den tidigare NMR ledaren Klas Lund som ledare.
Den 14 juni 2024 terrorstämplade USA:s regering NMR och tre av dess ledare: Fredrik Vejdeland, Pär Öberg och ytterligare en högt uppsatt person. Sveriges utrikesminister Tobias Billström meddelade att Sveriges regering delade bilden av att NMR utgjorde ett allvarligt hot.

## Ideologi
Nordiska motståndsrörelsen bekänner sig till den nazistiska världsåskådningen. Organisationen har, enligt Säkerhetspolisen, som målsättning att etablera ett totalitärt styre genom revolution. Det har förekommit att medlemmar utsatts för disciplinära åtgärder när de betett sig på ett sätt som inte överensstämmer med organisationens ideologi.
Organisationen är öppen med att det krävs en kamp som kommer att kräva blodsutgjutelse.
| ”                               | Ingen man kan gå med i Motståndsrörelsen om han inte kan eller är beredd att med våld försvara sig själv, sin organisation eller sina kamrater....Veklingar och fegisar har ingen plats hos oss. Ingen ska kunna undgå sin manliga plikt Det enda hemska eller skamliga med att unga svenskar skadat eller dödat främlingar och fiender, är att alla andra svenskar inte ger dem sitt stöd när massmedia startar sina hetskampanjer | „ |
| – Ur SMR:s tidning Folktribunen | |   |

Organisationen förnekar att Förintelsen har ägt rum och har systematiskt trakasserat överlevare. I sina skrifter hyllar organisationen personer som Adolf Hitler, Corneliu Codreanu, Hugo Chávez, Savitri Devi, George Lincoln Rockwell och Robert Jay Mathews. Organisationen har även hyllat och lyckönskat den palestinska islamistiska terroristorganisationen Hamas.
Organisationen beskriver skattesystemet i Sverige i negativa ordalag och en läsarundersökning i organisationens tidning visade att runt hälften av de som svarat betalar ingen eller delvis ingen skatt av ideologiska skäl. Ideologiska hinder föreligger dock ej för medlemmar att ta emot skattemedel i form av sjukpenning eller aktivitetsstöd.

## Organisation och aktivism

### Organisation

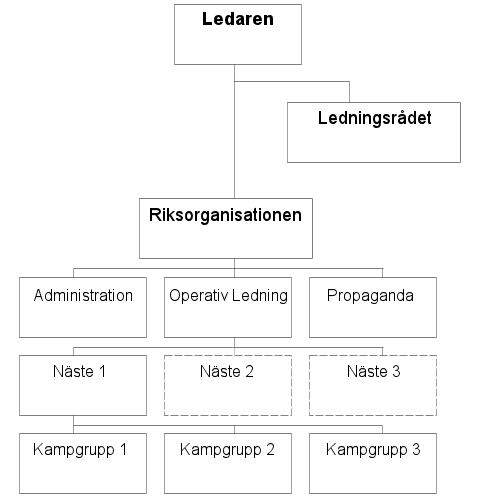
Motståndsrörelsens organisationsstruktur.

Motståndsrörelsens struktur är hierarkisk. Ledningsrådet är en del av organisationens huvudorganisation som, förutom personerna i ledningsrådet, består av medlemmar med ledande uppgifter inom administration och multimedia.
Sverige är indelat i sju geografiska zoner, som NMR kallar nästen. Regionerna styrs av en operativ chef, kallad nästeschef.
Inom regionerna finns lokala aktivistgrupper, kallade kampgrupper som styrs av en gruppchef. När en aktivistgrupp har mer än tio medlemmar delas kampgruppen i två nya grupper. En region delas när den har fler än 40 aktivister eller fyra grupper.[källa behövs]
Som delar med särskilda ändamål inom organisationen finns bland annat Nationellt motstånd förlag och tidningen Nationellt Motstånd i pappersupplaga och på Internet.
Organisationen har tidigare[ange årtal?] gett ut tidskriften Folktribunen. Organisationen hade tidigare[ange årtal?] en ungdomsavdelning som hette Nationell Ungdom (lades ner 2006), och var aktiv inom Salemfonden.
Det nazistiska skivbolaget Nordland var nära knutet till Svenska Motståndsrörelsen och uppgick i dem i början av 2000-talet. Man hade också under 1990-talet kopplingar på det personliga planet till den kriminella organisationen Brödraskapet.

### Aktivism
Motståndsrörelsens verksamhet består dels av inåtriktad, dels av utåtriktad verksamhet. I den inåtriktade verksamheten ingår bland annat obligatorisk kampsportsträning, friluftsaktiviteter och ideologisk skolning. I den utåtriktade aktivismen ingår bland annat av regelbundna torgmöten, demonstrationer, tidningsförsäljningar, flygbladsutdelningar, affischeringar och uppsättande av klistermärken, banderoller och plakat.
I juli 2017 förlorade Nordfront en tvist mot det tyska logistikföretaget Nordfrost, vilket ledde till att Nordfront fick sitt varumärkesskydd delvis upphävt. Varumärkena ansågs vara förväxlingsbara av patent- och registreringsverket och Nordfront får inte längre dela ut reklam under namnet Nordfront.
Motståndsrörelsen bedriver sin verksamhet öppet, skyr anonymitet och betonar vikten av att stå för sina åsikter.
Ledningen för Nordiska motståndsrörelsen uppmanar sina medlemmar att beväpna sig, varför många bryter mot bland annat vapenlagen. Flera är också dömda för olika våldsbrott däribland misshandel, mord och mordförsök. Organisationen beskrivs som den mest våldsamma nazistorganisationen i Sverige.

### Partipolitik
I kommunalvalet 2014 lyckades Pär Öberg ta en av Sverigedemokraternas platser i kommunfullmäktige i Ludvika genom att hans namn skrevs till på valsedlar för Sverigedemokraterna. NMR ställde även upp i riksdagsvalet 2018, där de fick 2 106 röster men förlorade sitt kommunala mandat i Ludvika.I riksdagsvalet 2022 fick NMR 847 röster, 0,01% av samtliga röster.

## NMR-aktioner

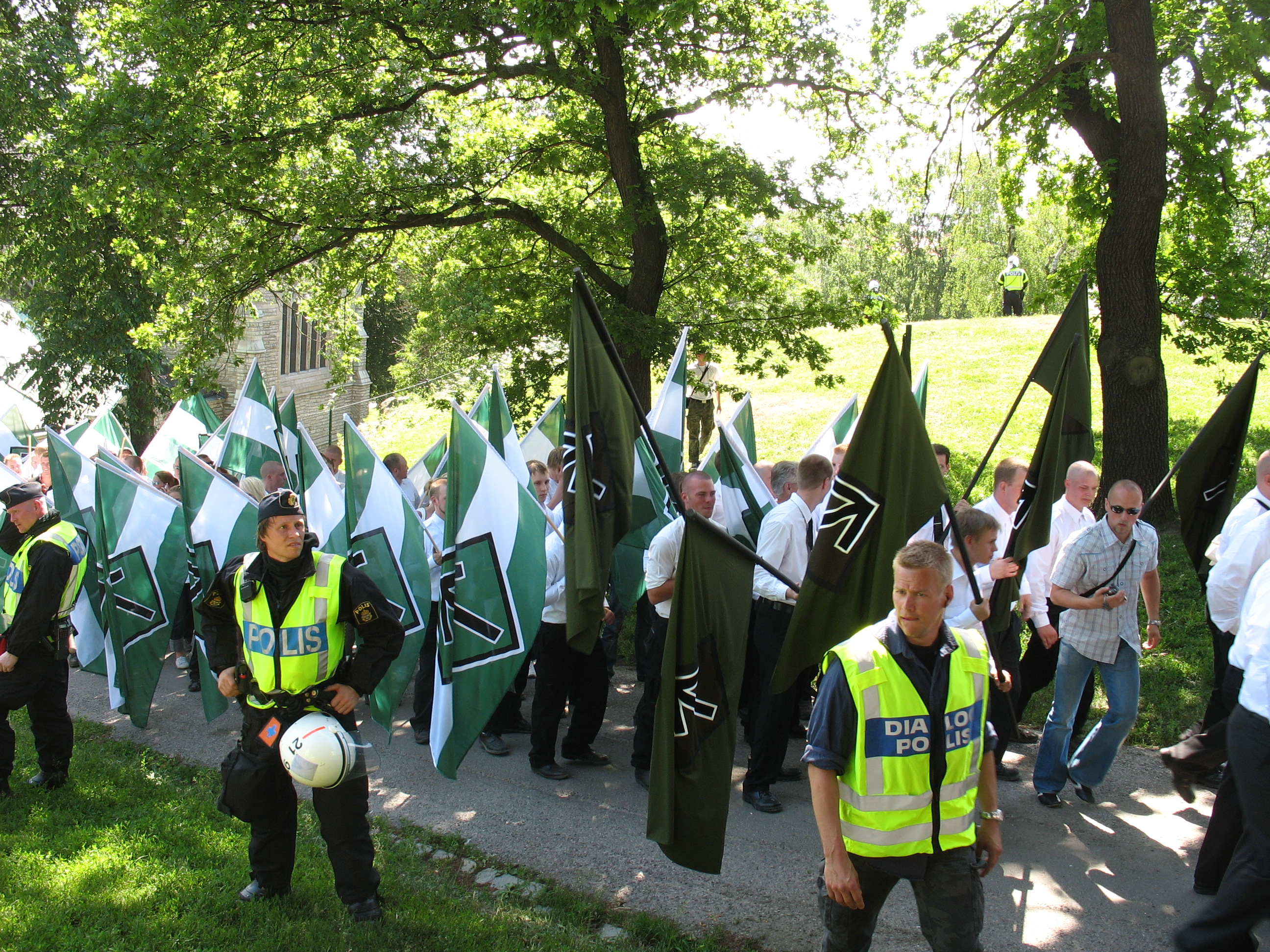
SMR i Folkets Marsch på Nationaldagen 2007.
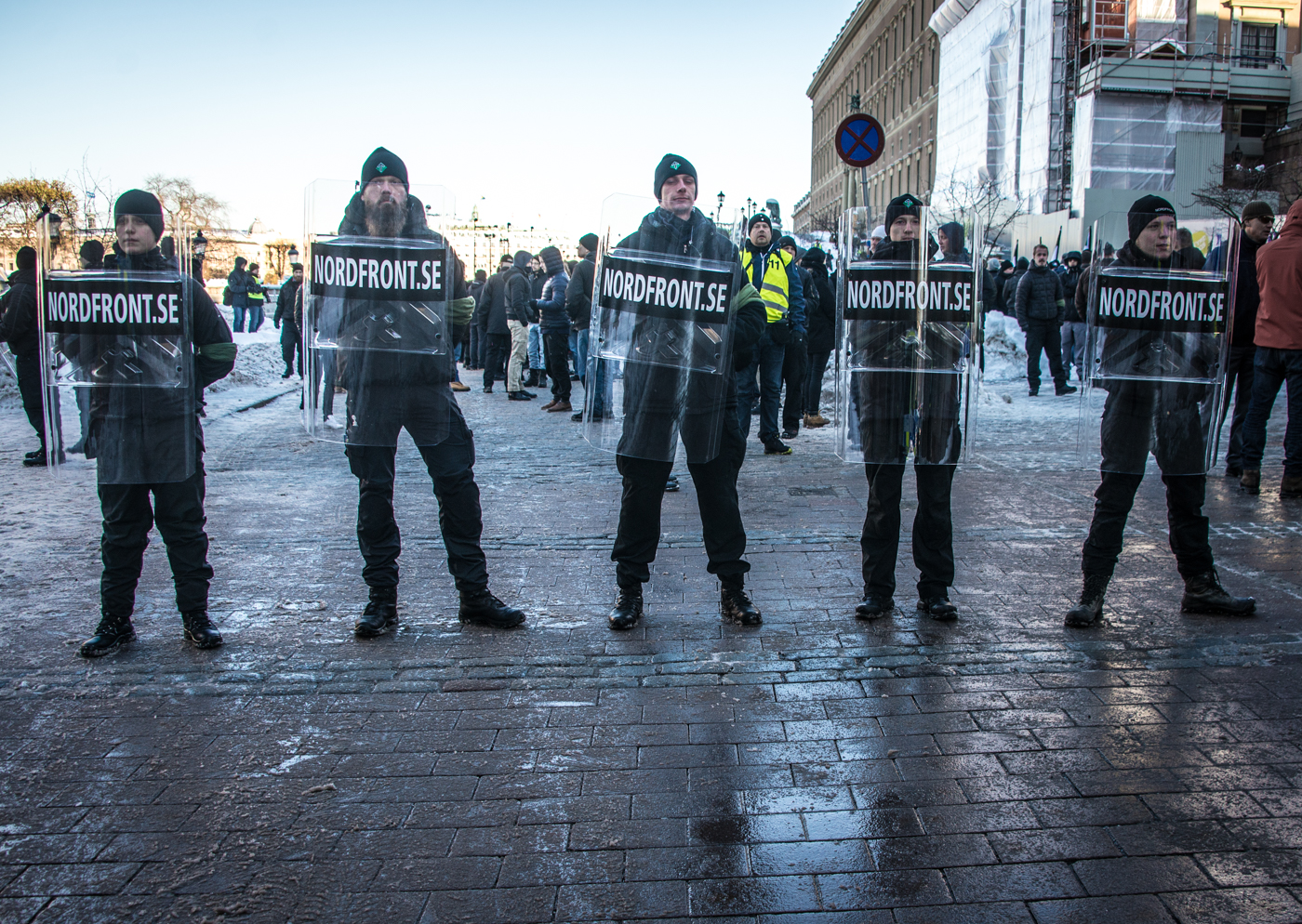
Demonstration på Mynttorget i Gamla stan 2016.
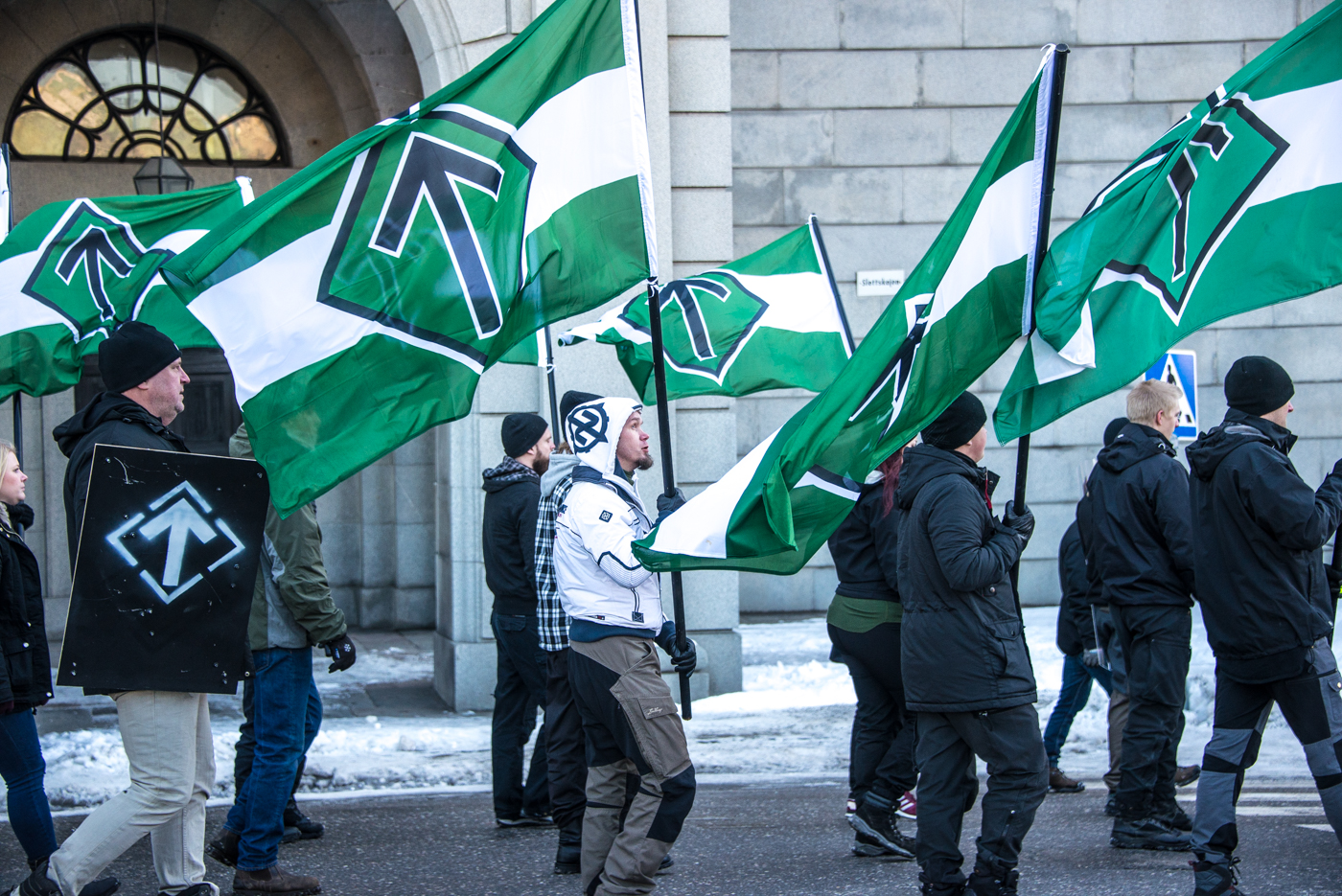
Parad nedanför Stockholms slott 2016.
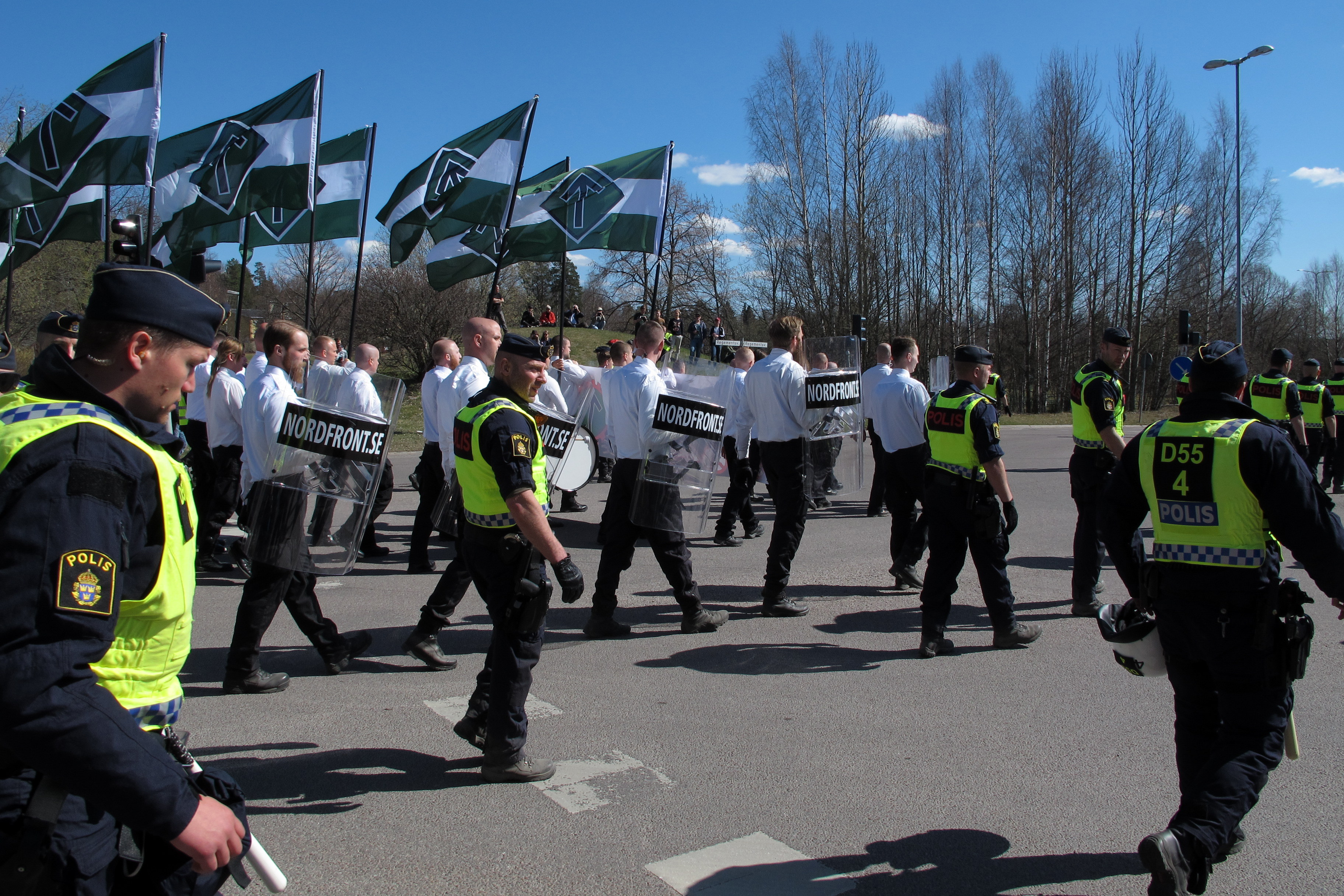
Demonstration i Falun 2017.
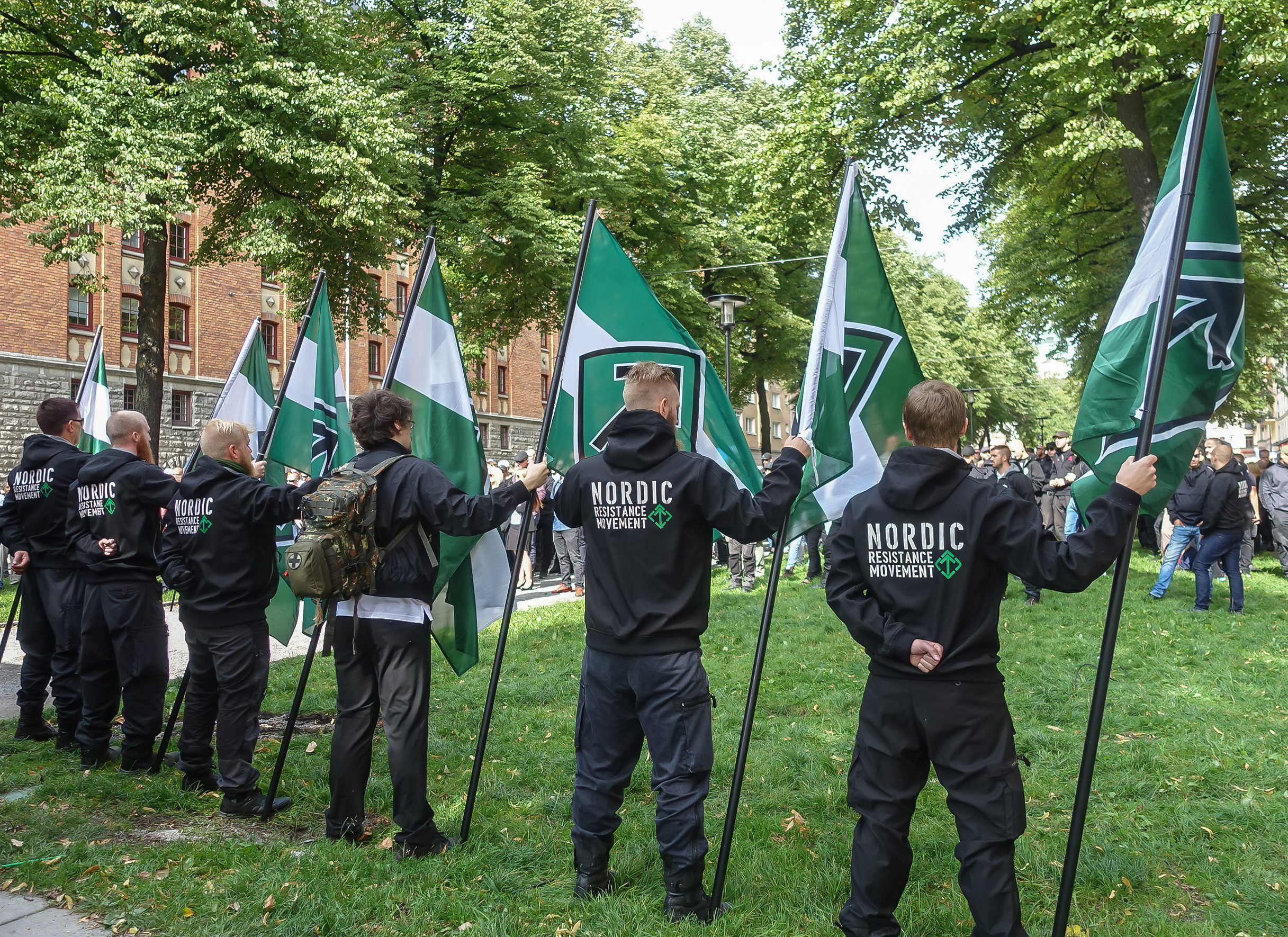
NMR demonstrerar på Kungsholmstorg i Stockholm 2018.
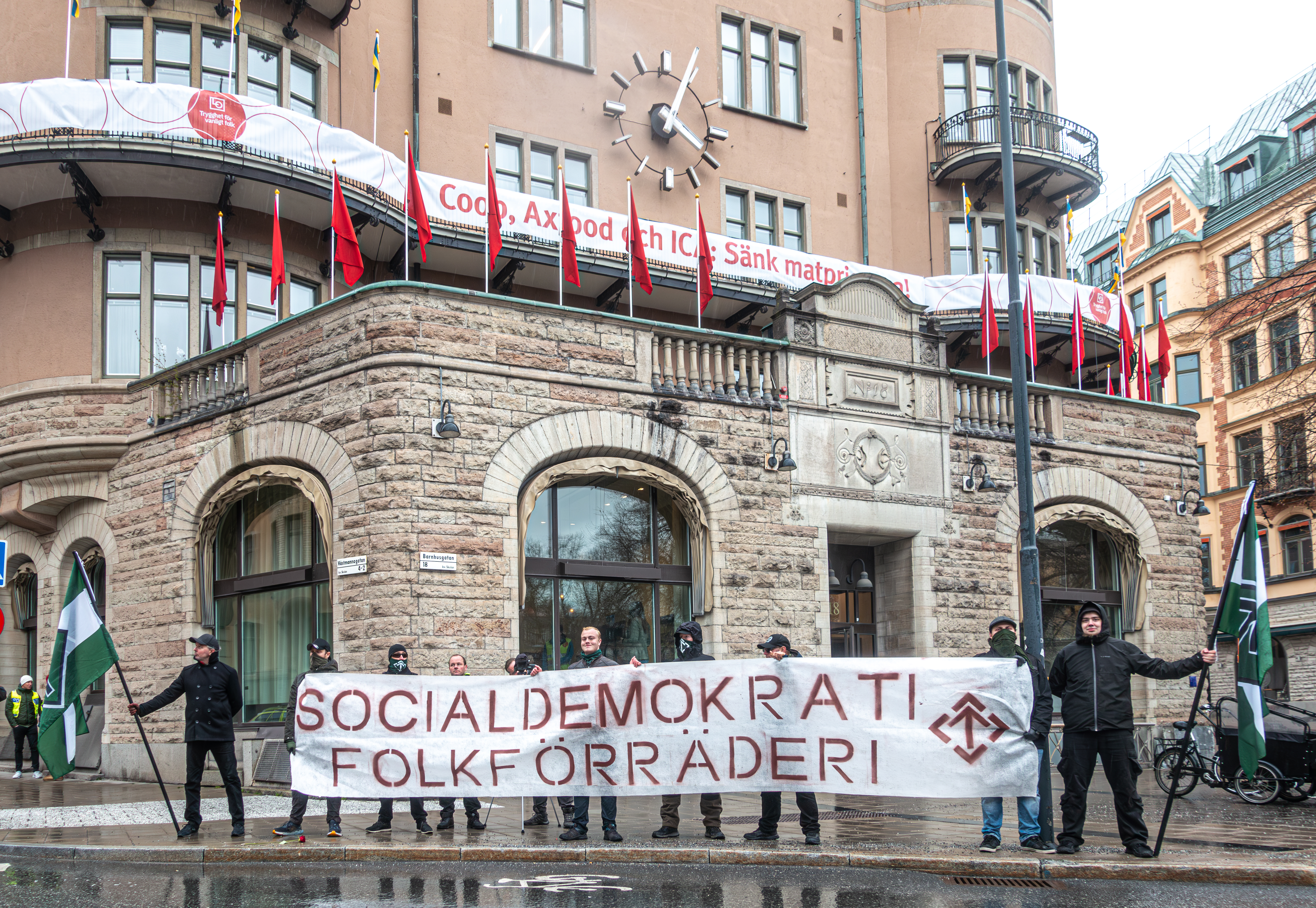
NMR under en manifestation utanför LO-borgen på Norra Bantorget i Stockholm den 1 maj 2023.
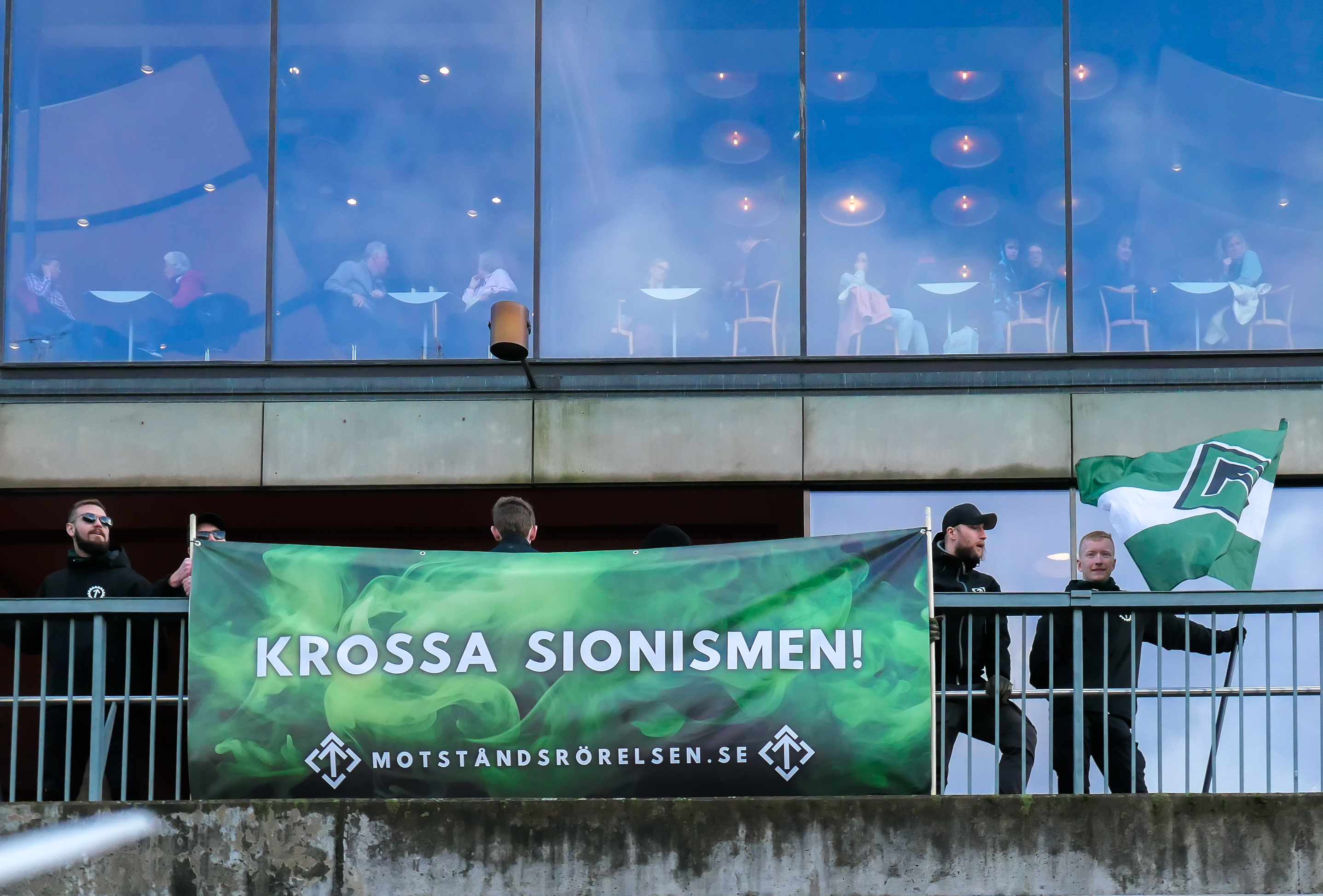
Pro-palestinsk aktion mot sionismen i Stockholm 2023.
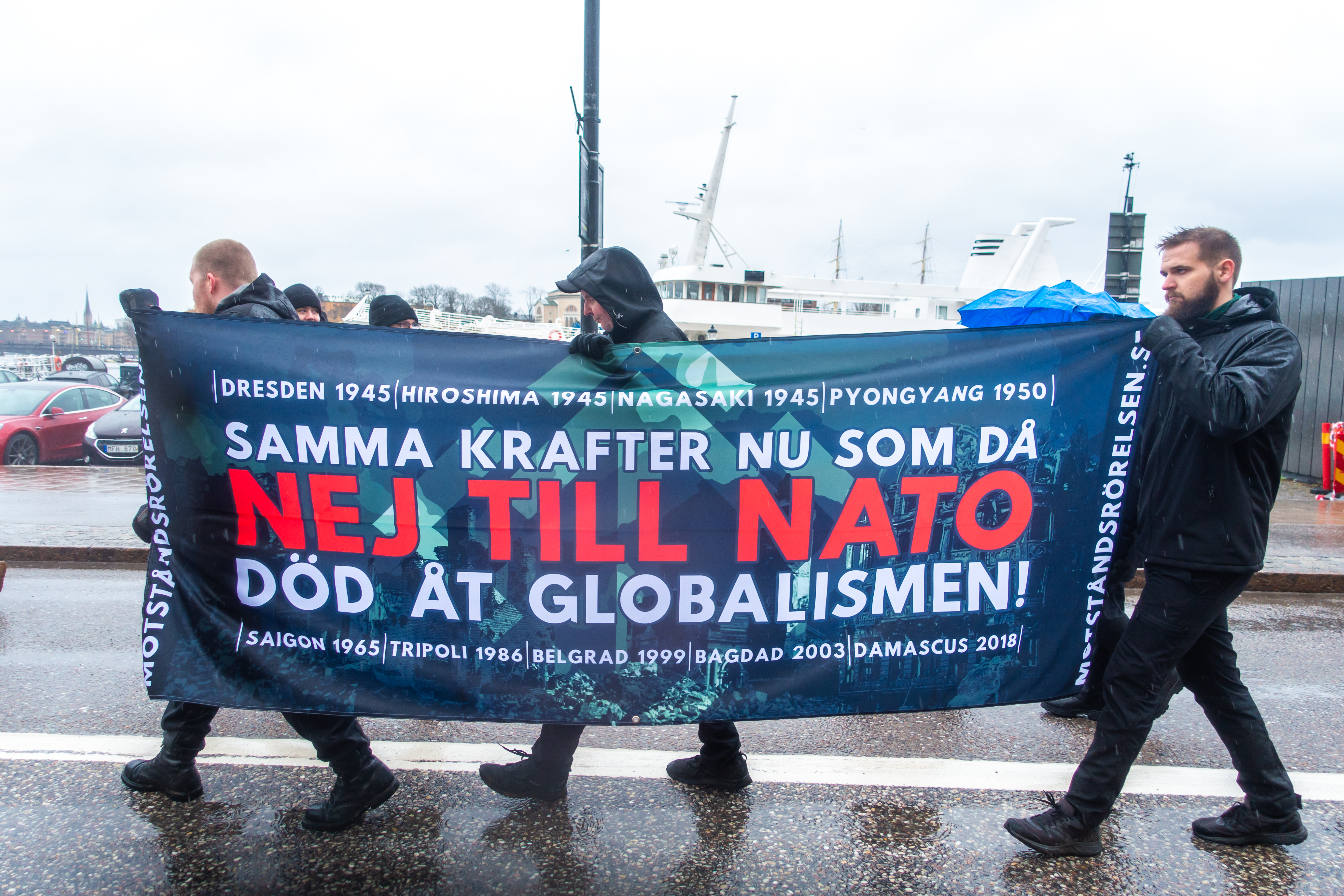
NMR i en anti-Nato-demonstration i Stockholm 2024.

## Brott och kopplingar till brott
Nordiska Motståndsrörelsen har flera gånger kopplats till politiskt motiverade grova våldsbrott, bland annat mord och annan brottslig verksamhet.
- År 1999 mördades syndikalisten Björn Söderberg. Söderberg var lagerarbetare och hade för tidningen Arbetaren avslöjat att Robert Vesterlund, som satt i den lokala styrelsen för Handelsanställdas förbund, var nazist. Detta ledde till att Vesterlund uteslöt ur Handels. Mordet utfördes av tre män med kopplingar till SMR.[63]
- År 2004 dömdes före detta ledaren för Svenska Motståndsrörelsen, Klas Lund, till fyra månaders fängelse för olaga vapeninnehav. Han rymde från anstalten oktober 2004, men greps i Norge i mars 2005.[64] Klas Lund är sedan tidigare dömd för dråp, rån och misshandel.[65]
- År 2005 agerade SMR språkrör åt de nazister som vandaliserade HBT-restaurangen Torget under Stockholm Pride genom att publicera deras manifest och egna bilder på sin hemsida.[66]
- SMR misstänktes av polisen ligga bakom misshandeln av ett antal studiecirkeldeltagare i ABF:s lokaler i Vimmerby, 12 mars 2006.[67]
- Sommaren 2006 dömdes ledaren för Svenska Motståndsrörelsen i Dalarna till villkorlig dom för två fall av vapenbrott och brott mot vapenlagen. Han var sedan tidigare dömd för rattfylleri. Samtidigt dömdes en annan man, med kopplingar till SMR, till villkorlig dom och dagsböter för två fall av vapenbrott, brott mot vapenlagen och dopningsbrott.[68]
- I juli 2006 dömdes fyra aktivister från Svenska Motståndsrörelsen och Nationell Ungdom av Högsta domstolen för hets mot folkgrupp efter att ha delat ut flygblad på Staffansskolan i Söderhamn. Flygbladen kopplade bland annat ihop homosexualitet med pedofili.[69][70]
- År 2006 häktades SMR:s ledare Simon Lindberg misstänkt för misshandel efter att tumult uppstod när några aktivister från RFSL delade ut kondomer och Lindberg och andra nazister sökte upp dem i deras lokal. När fallet prövades i domstol gick rätten helt på åklagarens linje och Lindberg dömdes till tre månaders fängelse.
- Svenska motståndsrörelsen agerade språkrör åt den grupp som den 25 augusti 2007 angrep Ung Vänsters spelning i Farsta, där flera personer misshandlades grovt, genom att publicera ett pressmeddelande från gruppen på Nationellt motstånds hemsida.[71]
- I september 2007 dömdes två män med kopplingar till Svenska Motståndsrörelsen till fängelse för en rad brott. Den ena dömdes till 2,5 års fängelse för misshandel, grov misshandel, olaga frihetsberövande, olaga tvång, olaga hot, stöld, försök till grov stöld, försök till rån, narkotikabrott, brott mot knivlagen, två fall av dopningsbrott samt vapenbrott. Han var sedan tidigare dömd för misshandel av två invandrare, ett brott han begick tillsammans med två personer från SMR och under en tid då han själv var medlem i SMR. Den andre mannen dömdes till två månaders fängelse för vapenbrott och framkallande av fara för annan, och var när brottet begick medlem i SMR.[72]
- I december 2007 dömdes en aktivist inom Svenska Motståndsrörelsen till två års fängelse för mordbrand, vapenbrott och skadegörelse.[73]
- Den 1 september 2007 skedde ett knivöverfall vid Slussen i Stockholm. Det var i samband med att Svenska motståndsrörelsen sålde sin tidning som bråk uppstod mellan dessa och antifascister. I tumultet blev en person knivstucken i nacken.[74] I december 2007 dömdes Niklas Frost, aktivist inom Svenska Motståndsrörelsen, av hovrätten till fem års fängelse för försök till dråp.[75] Organisationen har senare bedrivit kampanj för att han ska friges.[75] Frost hade flera år varit aktiv i organisationen och var sedan tidigare dömd för flera fall av misshandel, våld mot tjänsteman, olaga hot och hets mot folkgrupp.[74]
- I samband med ett torgmöte i Brunnsparken i Göteborg den 28 september 2008 misshandlades fyra medlemmar ur Rättvisepartiet Socialisterna och en medlem ur Moderata Ungdomsförbundet[76] av Svenska Motståndsrörelsen.
- I mars 2008 beslagtog polisen ett stort antal vapen och sprängämnen i vapengömmor på Värmdö och i Västerort. Tre män från SMR häktades, misstänkta för vapenbrott och förberedelse till allmänfarlig ödeläggelse.[77][78]
- År 2009 hängde SMR ut 3 dömda pedofiler med fullständiga personuppgifter. De planerar även en hemsida, som Hitta.se, fast med pedofiler.[79]
- År 2010 skrek SMR-medlemmar slagord på festivalen Piteå dansar och ler. Tumult uppstod då vakter som skulle hindra nazisterna fick mottaga sparkar. De övermannades dock och greps.[80]
- År 2010 dömdes ansvarig utgivare för organisationens webbplats Patriot.nu för hets mot folkgrupp efter att det bland annat publicerats en bild med texten ”Håll Sverige rent” och en Davidsstjärna som kastades i en papperskorg.[81]
- År 2011 dömdes ansvarig utgivare för Patriot.nu för hets mot folkgrupp med anledning av läsarkommentarer på webbplatsen.[82]
- År 2012 dömdes ansvarig utgivare för Patriot.nu för hets mot folkgrupp med anledning av en läsarkommentar om att ”resa galgar” mot judar.[83]
- År 2012 dömdes en person för ha mördat Joakim Karlsson i Vallentuna, en annan SMR-medlem är fortfarande[när?] efterlyst för mordet.[84]
- År 2013 dömdes ansvarig utgivare för den nya webbplatsen Nordfront.se för en notis om en ”negerpappa” som stoppat sitt barn i en tvättmaskin, samt en läsarkommentar om att man inte ska ”ta avstånd från våld mot rasfrämlingar på svensk mark”.[85][86]
- År 2013 inleddes flera förundersökningar mot Nordfront.se, angående hets mot folkgrupp och uppvigling – en angående 17 läsarkommentarer[87] och en angående 14 läsarkommentarer.[88]
- I december 2013 (se historia) gjorde ett 30-tal SMR-medlemmar en attack mot en antirasistisk demonstration i Kärrtorp med bland annat smällare, flaskor och knivar. Två personer knivskars och flera poliser skadades.[89] 23 medlemmar dömdes med anledning av attacken. Samtliga dömdes för våldsamt upplopp och några dömdes även för hets mot folkgrupp, brott mot knivlagen, våld mot tjänsteman, olaga hot, stöld och skadegörelse. Samtliga dömda är män och är mellan 17 och 31 år gamla.[90][91]
- I september 2016 misshandlades en man av en NMR-aktivist i samband med en tidningsutdelning i Helsingfors. Han avled 6 dagar senare, men domstolen kunde inte fastslå att dödsfallet berodde på misshandeln varför aktivisten dömdes till fängelse för grov misshandel.[92]
- Den 19 september 2016 utsattes ett socialdemokratiskt kommunalråd i Skurup för mordbrand och NMR:s logotyp sprejades på hans garagevägg.[93][94]
- Våren 2017 greps tre personer med NMR-anknytning[95][96] för inblandning i två bombningar och ett bombförsök i Göteborg[97], nära två flyktingboenden och Syndikalistiskt forum i Göteborg.[98][99] En person fick livshotande skador. De gripna åtalades för allmänfarlig ödeläggelse och mordförsök, dömdes i tingsrätten, men friades i hovrätten för ett av bombdåden samtidigt som straffen skärptes för återstående brott.[100][101]
- I juni 2017 åtalades Nordfronts utgivare Emanuel Lärkestål och dömdes senare för hets mot folkgrupp. Domen avsåg en hyllningstext till Adolf Hitler.[102] Nordfronts tidigare utgivare har blivit dömd för samma sak.[103]
- I augusti 2018 åtalades NMR-aktivisten Peter Holm i Sundsvall för förberedelse till mord och för vapentillverkning, bland annat av en anordning avsedd för lönnmord. I hans dator fanns en sammanställning över två journalisters privatliv.[104][105][10]

### Webbkällor
- Expo - Researchpaket SMR - Svenska Motståndsrörelsen hämtat från the Wayback Machine (arkiverat 17 oktober 2007).